# Gianfranco Mingozzi
Pour les articles homonymes, voir Mingozzi.
Gianfranco Mingozzi est un réalisateur et scénariste italien, né le 5 avril 1932 à Molinella, province de Bologne en Émilie-Romagne, mort le 7 octobre 2009 à Rome.

## Biographie
Après des études de droit, Gianfranco Mingozzi suit les cours du Centro sperimentale di cinematografia à Rome, puis coréalise deux courts-métrages en Espagne. Il devient assistant notamment de Federico Fellini (La Dolce Vita, Boccace 70) et Gianni Franciolini. De 1961 à 1966, il réalise une douzaine de courts-métrages, puis termine son premier long en 1967 : Trio.

## Filmographie

### Cinéma

#### Longs métrages
- 1967 : Trio
- 1968 : Le Séquestré (Sequestro di persona)
- 1972 : La Vie en jeu (La vita in gioco)
- 1974 : Flavia la défroquée (Flavia, la monaca musulmana)
- 1976 : Fantasia, ma non troppo, per violino (it)
- 1983 : L'Écran magique (La vela incantata)
- 1987 : Les Exploits d'un jeune Don Juan (L'iniziazione)
- 1988 : La Femme de mes amours (Il frullo del passero)
- 1988 : Ma mère, mon amour (it) (L'appassionata)
- 2000 : Le Café des palmes (it) (Tobia al caffè)

#### Courts métrages
- 1963 : Li mali mestieri
- 1964 : Il sole che muore
- 1968 : Per un corpo assente

### Documentaires
- 1959 : Festa a Pamplona
- 1961 : La vedova bianca, segment du long-métrage Les femmes accusent (Le italiane e l'amore)
- 1962 : Tarantula (it)
- 1962 : Le finestre
- 1963 : Il putto
- 1964 : Notte su una minoranza
- 1964 : Al nostro sonno inquieto
- 1965 : Con il cuore fermo Sicilia
- 1966 : Michelangelo Antonioni storia di un autore
- 1969 : Corpi
- 1982 : Sulla terra del rimorso
- 1982 : L'ultima diva: Francesca Bertini
- 1985 : Bellissimo: Immagini del cinema italiano
- 1986 : Arriva Frank Capra
- 2008 : Giorgio/Giorgia - Storia di una voce (it)
- 2009 : Noi che abbiamo fatto la dolce vita

### Télévision
- 1977 : Les Trois Derniers Jours (it) (Gli ultimi tre giorni)
- 1987 : Le lunghe ombre (it)
- 1991 : Vento di mare (it) (téléfilm)
- 1991 : La vita che ti diedi (téléfilm)